# Monaco Maersk
Monaco Maersk — контейнеровоз, побудований у 2017 році, плаває під прапором  Данії.
Вантажопідйомність становить 19630 TEU, поточна осадка становить 15,4 метра. Загальна довжина становить 399 метрів, ширина — 58,6 метра.